# Gustave Schlumberger

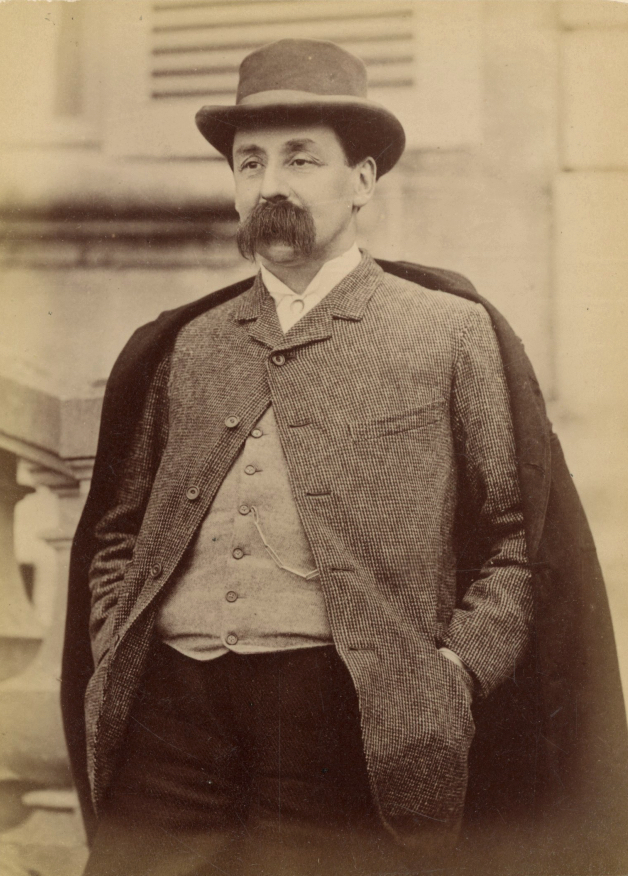
Gustave Schlumberger

Léon Gustave Schlumberger (Guebwiller, 17 de outubro de 1844 – Paris, 9 de maio de 1929) foi um historiador e numismático francês, especializado na era das Cruzadas e no Império Bizantino. Seu Numismatique de l'Orient Latin (1878-1882) ainda é considerado o principal trabalho sobre a cunhagem das Cruzadas. Foi agraciado com a medalha da Real Sociedade Numismática em 1903. Uma grande parte de sua extensa coleção de moedas da Cruzada está alojada no Cabinet des Médailles, um departamento da Biblioteca Nacional da França em Paris.
Nasceu em Guebwiller, Alsácia, então parte da França, mas depois anexada à Alemanha. Desde 1863 estudou medicina em Paris. Durante a Guerra Franco-Prussiana, serviu no lado francês como médico. Em 1871 retornou a Paris e recebeu um doutorado no ano seguinte por uma tese sobre o trato respiratório. Depois disso, viajou extensivamente pelo norte da África, Síria, Ásia Menor, Espanha, Portugal, Suíça e Itália (visitando também a Alemanha) e depois voltou-se para pesquisar a história dos estados cruzados e do Império Bizantino. Foi eleito presidente da Société des Antiquaires de France. Em 1884, foi eleito membro da Académie des Inscriptions et Belles-Lettres. Em 1903, foi premiado com a medalha da Real Sociedade Numismática.
Era amigo de Edith Wharton, que o descreveu como "um descendente de um dos gauleses no arco de Tito". Também se correspondia extensivamente com a escritora grega Penélope Delta, cuja correspondência influenciou vários de seus romances históricos ambientados nos tempos bizantinos.
Era um ultraconservador, um defensor ativo do movimento anti-Dreyfus. Com Edgar Degas, Jean-Louis Forain e Jules Lemaître, retirou-se do salão da anfitriã Genevieve Straus quando seu amigo Joseph Reinach apontou a inocência de Dreyfus. Em suas memórias, escreveu sobre seu velho amigo Charles Haas (um modelo para o personagem Swann, de Marcel Proust): "O delicioso Charles Haas, o socialite mais simpático e reluzente, o melhor dos amigos, não tinha nada de judeu a não ser suas origens e, até onde eu sei, não sofria com nenhuma das falhas de sua raça, o que o torna uma exceção praticamente única." Após o fracasso em ser eleito membro da Académie Française em 1908, Proust, que não gostava dele, o descreveu como um "paquiderme desiludido". Em suas memórias, Schlumberger, que recebeu uma menção passageira em Em Busca do Tempo Perdido, de Proust, descreveu o romancista como "bizarro" e descreveu seus livros como "admirados por alguns e incompreensíveis para outros, incluindo a mim".
A Académie des Inscriptions et Belles-Lettres criou um prêmio em seu nome, o Prêmio Gustave Schlumberger. Os vencedores incluem Joshua Prawer e Denys Pringle.